# ریخت‌شناسی ماهی‌ها
ریخت‌شناسی ماهی‌ها عمدتاً شامل بررسی ویژگی‌های ظاهری آنهاست. این ویژگی‌ها شامل شکل کلی بدن، شکل باله‌ها، دهان، فلس‌ها و سایر اندام‌های واقع بر روی بدن است. ماهی‌ها در طی سیر تکاملی خود تغییرات بسیاری نسبت به نیای دوکی شکل خودکرده‌اند و در نتیجه ماهی‌های کنونی آن چنان متنوع‌اند که دسته‌بندی و تعریف آن‌ها به‌طور مختصر مشکل است. نیای دیرین ماهی‌ها از نظر شکل کلی احتمالاً چیزی شبیه دندان‌مخروطی‌ها یا طنابداران اولیه امروزی آمفیوکسوس بوده‌است. در بین زیاگان کامبرین میانی بورگس شیل غرب کانادا، سنگواره طنابدارمانند کمیابی به نام پایکایا وجود دارد که به نظر می‌رسد بدن دوکی شکل با یک سری میوتوم‌های V شکل همانند آمفیوکسوس دارد که در طول نوتوکورد پشتی قرار گرفته‌اند. ولی هنوز دانسته‌های ما در مورد منشأ اولیه ماهی‌ها اندک است.

## شکل بدن
بسیاری از ماهی‌های امروزی بدن دوکی شکل کشیده دارند، ولی اشکال دیگر مانندکروی (ماهی بادکنکی و بعضی ازقلاب‌ماهیان)، دراز (مارماهی مهاجر، مارماهی دهانگرد، نی‌ماهی) فشرده از پشت (سپرماهی‌ها)، فشرده از طرفین (خورشیدماهی، کفشک‌ماهی، بسیاری از ماهی‌های مرجانی) نیز یافت می‌شود. نهایت تغییر شکل بدن در اسبک‌ماهی‌های عجیب استوایی که شبیه گیاهان آبزی متحرک به نظر می‌رسند، و در بسیاری از لاروهای ماهی‌ها که غالباً از بالغین کاملاً متفاوت هستند، دیده می‌شود.

## پوشش بدن
سطح بدن ماهی‌ها معمولاً با فلس یا دندانه‌های کم و بیش مشخص سخت و هم‌پوشان که یک لایه بافت پوششی روی آن قرار گرفته، پوشیده شده‌است. گاهی همانند مارماهیان مهاجر، فلس‌ها در زیر لایه‌های ضخیم پوششی به نحوی پنهان شده‌اند که به نظر می‌رسد فاقد فلس هستند، ولی در سایر ماهی‌ها همچون کوسه‌ها، خاربالگان و کاوکباله، گرچه فلس‌ها همچنان توسط یک لایه پوششی پوشیده شده، ولی در سطح بدن قرار دارند. شکل نقوش و ساختمان فلس‌ها در گروه‌های مختلف ماهی‌ها فرق می‌کند، و در رده‌بندی سنگواره ماهی‌ها حائز اهمیت است. شگفت این که ساختمان فلس هنوز در بسیاری از گروه‌ها به خوبی شناخته شده نیست. در ماهی‌های استخوانی فلس‌ها همراه با اندازه ماهی رشد می‌کند و در ماهی‌های ساکن آب‌های معتدل که میزان رشد بستگی به فصل دارد، در زمستان و تابستان مقادیر متفاوتی به فلس افزوده می‌شود. حلقه‌های سالانه‌ای که بدین طریق تشکیل می‌شود در تعیین سن مهم هستند. فلس‌های (دندانه‌های) کوسه‌ها با رشد بین فلس‌های موجود به وجود می‌آیند، بنابراین برای تعیین سن کوسه‌ها قابل استفاده نیستند (در این مورد حلقه‌های مهره یا خارها مفیدتر هستند). بسیاری از شیارهای سطحی و خارهای روی فلس‌ها احتمالاً در کنترل جریان آب اطراف ماهی مهم هستند. در ماهی پرباله طرح کشسانی درهم بافته فلس‌های لوزی شکل برای هدایت هوا به داخل کیسه شنا به کار می‌رود.

## باله‌ها
ماهی‌ها اغلب تعدادی باله فرد و باله‌های زوج سینه‌ای و شکمی را دارند. دهانگردماهیان و عجوزه‌ماهیان امروزی فاقد باله‌های زوج هستند (گرچه بعضی از بی‌آروارگان سنگواره‌ای آن‌ها را داشتند)؛ باله‌های زوج ماهی‌های آرواره‌دار ممکن است از چین‌های پوستی از نوعی که در آرواره‌داران سنگواره‌ای دوره سیلورین بالایی وجود داشته، منشأ گرفته باشند. با طهور باله‌های زوج، ماهی‌ها توانایی مانور بسیار بیشتری به دست آوردند و بسته به نحوه زندگیشان تنوع بسیاری در شکل، از چین‌های بالا برنده (گاهی برای پرواز به کار می‌روند)، تا پاهای قدم‌زن، مکش، و سکان، نشان دادند. ساختمان باله نیز در ماهی‌های مختلف متنوع است. در کوسه‌ها، باله‌ها در پایه‌شان توسط صفحات غضروفی و یک سری غضروف‌های شعاعی مستحکم شده‌اند. شعاع‌شاخی کلاژنی سخت و مومانند از شعاع‌ها به طرف لبه‌های باله کشیده می‌شوند. چنین باله‌هایی ثابت هستند و نمی‌توانند تغییر شکل بدهند یا جمع شوند ولی می‌توانند توسط عضلات متصل به غضروف‌های قاعده‌ای خم شوند. در سپرماهی‌ها، عضله جداگانه‌ای در طول هر شعاع بندبند درازِ باله‌های زوج که نتیجتاً تحرک بیشتری دارند، متصل است و به همراه بال زدن سپرماهی‌ها به طرف بالا و پایین خم می‌شوند. شگفت‌آور این که ضمن این روش شنا، بسیاری از سپرماهی‌ها می‌توانند در کف دریا با استفاده از چند شعاع اول باله شکمی (که از بقیه جدا هستند) مثل پا به آهستگی قدم بزنند. جدای از باله‌های نخ‌مانند و متحرک شش‌ماهی‌آفریقایی و باله‌های قابل چرخش و انعطاف‌پذیر ماهی کاوکباله، عضلات ماهی‌ها، بیشترین پیچیدگی را در ماهی‌های استخوانی عالی دارند که باله‌ها در اطراف شعاع‌های بندبند انعطاف‌پذیر شعاع‌فلسی، که توسط عضلات قاعده آن حرکت داده می‌شوند، تشکیل شده‌اند. این ساختار ماهی را قادر می‌سازد که باله‌هایش را خم کند و شکل‌شان را تغییر دهد و ظریف‌ترین حرکات را با دقت حیرت‌انگیزی انجام دهد. باله فرد پشتی اسبک‌ماهی و کاردک‌ماهیان که ماهی را به آرامی به جلو می‌برند، مثال‌هایی از عمل حرکتی این باله‌ها می‌باشند، ولی تقریباً تمام ماهی‌ها قدرت مانور خود را مدیون این ساختار پیشرفته باله هستند. گاهی، مثل حالت خروسک‌ماهیان باله‌های سینه‌ای آزاد در حالی که ماهی به جلو قدم برمی‌دارد برای نمونه برداری از کف بکار می‌روند. با وجود این تمام ماهی‌های استخوانی دارای باله‌های انعطاف‌پذیر نیستند. مثلاً شعاع‌های باله سینه‌ای بادبان‌ماهی باله کوتاه، ماهی‌تن و نیزه‌ماهی استخوانی شده و به هم چسبیده‌اند تا ورقه‌های سخت بالابری را شبیه آنهایی که در کوسه‌های بزرگ وجود دارد، ایجاد کنند، به جز این که در اینها می‌توانند از عقب، به طرف بدن جمع شوند (به جز در بادبان‌ماهی باله کوتاه).